# Opius testaceus
Opius testaceus är en stekelart som först beskrevs av Szepligeti 1914.  Opius testaceus ingår i släktet Opius och familjen bracksteklar. Inga underarter finns listade i Catalogue of Life.